# Mys
Mys (V secolo a.C.) è stato un artista toreuta greco antico.
Fu probabilmente il capostipite di una famiglia di toreuti ancora attiva a metà del secolo successivo: un'iscrizione ateniese datata al 334-333 a.C. nomina, tra altri toreuti, un Mys forse suo discendente. Fu autore della decorazione dello scudo della Atena Promachos di Fidia, con scene di centauromachia, su disegno di Parrasio, realizzata verso il 440 a.C. (Pausania, I, 28, 2); Ateneo di Naucrati (XI, 782 b) ricorda, sempre su disegno dello stesso, uno skyphos con Ilioupersis. Molto ammirate furono le sue decorazioni a cesello con foglie di acanto. Condusse nella toreutica l'esperienza fidiaca.